# Helicoverpa richinii
Helicoverpa richinii är en fjärilsart som beskrevs av Emilio Berio 1939. Helicoverpa richinii ingår i släktet Helicoverpa och familjen nattflyn. Inga underarter finns listade i Catalogue of Life.